# 월급봉투
"월급봉투"는 한국에서 제작된 김수용 감독의 1964년 영화이다. 신영균 등이 주연으로 출연하였고 박원석 등이 제작에 참여하였다.

## 출연

### 주연
- 신영균
- 김승호
- 황정순
- 주연
- 방수일
- 주증녀

## 기타
- 조명: 손영철
- 미술: 박석인